# Volotea
Volotea er et spansk lavprisflyselskab fra Castrillón, Asturien, der blev grundlagt i 2011. Selskabet har mere end 70 destinationer og har hovedkvarter i Barcelona.